# Шарата
Шарати — український старшинський козацький рід. Відомий понад 300 років — з початку XVIII-го століття.

## Походження прізвища
Є всі підстави стверджувати, що прізвище Шарата було досить унікальним на теренах Гетьманщини.
Згідно родової легенди рід Шарат має волоське походження, що перекликається з однією з версій походження прізвища.
Є декілька версій походження:
1. Від двох слів поширених в мовах тюркської групи (тур., татар. тощо) — «шар» — шар, і «ата» — батько (пращур). Ймовірно, значення — «великий батько».
2. Від волоського (сучас. румунського) слова «sharati» — «солений».
3. Від сербо-хорватського слова «šarati» (кирил. — «шάрати») — «строчити» (швидко писати). Ймовірно, значення — «писар».
Цікавий факт — в Індії, в штаті Джамму і Кашмір, є крихітне поселення Шарати.

## Історія роду
Перша згадка в присязі 1718 ріку «Сотни Пищанской товариство. Курень миский…Игнат Шарата…»
Крім цього, представники роду Шарат зустрічаються в компутах 1732, 1741, 1743, 1750 та 1752 р.р. та присягах 1732 та 1762 р.р. Піщанської сотні Переяславського полку Гетьманської України.
1732 «году февраля 10 дня видение сотне Бубновской козаков которие на верность Ея Императорскому величеству были у присяги, а именно: …Хведор Шаратенко, Кузма Шарата…»
З так званого Рум'янцівського перепису 1767 року маємо відомості вже про декілька десятків Шарат, які населяли м. Піщане в той час.
Декотрі роди Шарат переселяються з м. Піщане в с. Гарбузинка та інші населені пункти Новоросійської губернії в кінці 18 або на поч. 19 ст.
Окремі представники роду Шарат залишились жити в м. Піщане, про що свідчать сповідальні розписи, метричні книги та інші документи м. Піщане за кінець 18 — поч. 19 ст.
Нащадки Ігната Шарати жили в с. Піщане до початку розкуркулення і колективізації 30-х років ХХ століття.
На сьогодні, численні нащадки роду Шарат проживають в Миколаївській області, переважно, в пмт. Гарбузинка, м. Миколаїв, с. Подимове і м. Південноукраїнськ, а також в Кіровоградській області, в м. Кривий Ріг, м. Херсон, м. Запоріжжя тощо.

## Відомі персоналії роду
Федір Шарата — сотник Піщанський 1723 року, наказний;
Ігнат Шарата (син чи брат Федора) — сотник Піщанський 1727 року та 1732 року наказний, отаман Піщанський 1728 та 1731 р.р.
Павло Петрович Шарата (племінник Ігната) — сотенний хорунжий Піщанської сотні з 1744 по 1759 рр.
Давид Осипович Шарата (праонук Ігната) — виборний пос. Бокове 1801 року.

## Сучасні носії прізвища
- Шарата Віталій Володимирович — молодший сержант Збройних Сил України, учасник російсько-української війни.